# Zamalek SC
Zamalek SC (arab. نادي الزمالك) – egipski klub piłkarski, mający siedzibę w Kairze, stolicy kraju. Zespół gra obecnie w pierwszej lidze.

## Historia
Klub został założony w 1911 roku przez Belga Merzbacha. Zamalek od początku był rywalem Al-Ahly Kair, założonego przez Brytyjczyków. Przez dłuższy czas był zarządzany przez obcokrajowców. Natomiast zespół piłkarski został założony w 1913 roku i początkowo brał udział w lokalnych rozgrywkach wraz z Al-Ahly, El-Sikka El-Hadid, a także z brytyjską armią i drużynami szkolnymi.
W tamtym okresie z Cambridge powrócił jeden z egipskich zawodników Hussien Hegazy, który utworzył nowy skład zespołu, zwany "Jedenastką Hegazy'ego" i zaczął konkurować z zespołem armii brytyjskiej. Drużyna ta dwukrotnie spotykała się z "Zespołem Stanleya" (założonym przez Brytyjczyka Stanleya) i w obu przypadkach wygrała. Z czasem piłkarze "Jedenastki" przeszli zarówno do El-Ahly, jak i Zamaleku. Sam Hegazy odszedł do tego pierwszego. W 1919 roku został jednak piłkarzem Zamaleku. W 1924 roku wrócił do lokalnego rywala.
W 1930 roku zadecydowano o powiększeniu liczby obcokrajowców-członków klubu. Zamalek odnosił kolejne sukcesy, m.in. dwukrotnie zdobywając Puchar Egiptu i w jednym z meczów pokonując Al-Ahly aż 6:0. W 1941 roku zmieniono nazwę z El-Mokhtalat na Farouk Club. W 1952 roku po rewolucji egipskiej przemianowano go na El-Zamalek.
Pierwsze międzynarodowe sukcesy Zamalek odnosił w latach 80. W 1984 roku po raz pierwszy wywalczył Puchar Mistrzów, gdy pokonał w finale nigeryjski Shooting Stars FC (2:0, 1:0). 2 lata później powtórzył ten sukces wygrywając po serii rzutów karnych z Africa Sports Abidżan. Kolejne triumfy w tym pucharze święcił w latach 1993, 1996 i 2002, zdobywając go w sumie pięciokrotnie. Wraz z Al-Ahly jest najbardziej utytułowanym klubem w Afryce.

### Zmiany nazwy
- Kasr El-Nil : (1911-1913)
- El-Mokhtalat Club : (1913-1941)
- Farouk Club : (1941-1952)
- Nadi El-Zamalek : od 1952

## Sukcesy

### Krajowe
- Puchar Sułtana Husseina (2 razy): 1921, 1922
- Puchar Egiptu (24 razy): 1922, 1932, 1935, 1938, 1941, 1943, 1944, 1952, 1955, 1957, 1958, 1959, 1960, 1962, 1975, 1977, 1979, 1988, 1999, 2002, 2008, 2013, 2014, 2015
- Mistrzostwo Egiptu (14 razy): 1960, 1964, 1965, 1978, 1984, 1988, 1992, 1993, 2001, 2003, 2004, 2015, 2021, 2022
- Superpuchar Egiptu (2 razy): 2001, 2002
- Liga Kairu (10 razy): 1940, 1941, 1944, 1945, 1946, 1947, 1949, 1951, 1952, 1953

### Międzynarodowe
- Puchar Afro-Azjatycki (2 razy): 1988, 1997,
- Afrykańska Liga Mistrzów (5 razy): 1984, 1986, 1993, 1996, 2002
- Superpuchar Afryki (3 razy): 1994, 1997, 2003
- Puchar Zdobywców Pucharów Afryki (1 raz): 2000
- Arabski Puchar Mistrzów (1 razy): 2003
- Superpuchar Saudyjsko-Egipski (1 raz): 2003